# Kleemanita
La kleemanita és un mineral de la classe dels fosfats. Rep el nom en honor d'Alfred William Kleeman (27 de juliol de 1913 - 15 de desembre de 1982), petròleg australià i lector del Departament de Geologia de la Universitat d'Adelaida.

## Característiques
La kleemanita és un fosfat de fórmula química ZnAl₂(PO₄)₂(OH)₂·3H₂O. Va ser aprovada com a espècie vàlida per l'Associació Mineralògica Internacional l'any 1978, i la primera publicació data del 1979. Cristal·litza en el sistema monoclínic.
Segons la classificació de Nickel-Strunz, la kleemanita pertany a «08.DC: Fosfats, etc, només amb cations de mida mitjana, (OH, etc.):RO₄ = 1:1 i < 2:1» juntament amb els següents minerals: nissonita, eucroïta, legrandita, strashimirita, arthurita, earlshannonita, ojuelaïta, whitmoreïta, cobaltarthurita, bendadaïta, kunatita, bermanita, coralloïta, kovdorskita, ferristrunzita, ferrostrunzita, metavauxita, metavivianita, strunzita, beraunita, gordonita, laueïta, mangangordonita, paravauxita, pseudolaueïta, sigloïta, stewartita, ushkovita, ferrolaueïta, kastningita, maghrebita, nordgauïta, tinticita, vauxita, vantasselita, cacoxenita, gormanita, souzalita, kingita, wavel·lita, allanpringita, kribergita, mapimita, ogdensburgita, nevadaïta i cloncurryita.

## Formació i jaciments
Va ser descoberta al jaciment d'Iron Monarch, situat a la serralada Middleback, a la península d'Eyre (Austràlia Meridional, Austràlia). També ha estat descrita a Broken Hill (Nova Gal·les del Sud, Austràlia) i al dipòsit de manganès de Baokeng (Guangdong, República Popular de la Xina). Aquests tres indrets són els únics de tot el planeta on ha estat descrita aquesta espècie mineral.